# Паисий Валезис
Паисий (на гръцки: Παίσιος) е гръцки духовник, митополит на Вселенската патриаршия.

## Биография
Роден е на остров Сифнос със светската фамилия Валезис (Βαλέζης). Брат е на митрополит Ананий Тивански (1812 - 1820).
На 20 февруари 1808 година е ръкоположен за елевтеруполски епископ в Правища. В 1813 година заедно с катедралния си храм „Свети Николай“ спонсорира излязлата във Виена „Στοιχεία της Ελληνικής, ήτοι Ανθολογία Ποιητική μετά σχολίων παλαιών… παιδείας ένεκα των την Ελλάδα φωνήν διδασκομένων Γραικών“.
През януари 1814 година Паисий е преместен като видински митрополит. На 22 август 1826 година подава оставка.
В 1829 година се установява на родния си Сифнос. В 1833 година е поканен да участва в Синода, който незаконно обявява автокефалията на Църквата на Гърция, но не присъства по здравословни причини. Умира на Сифнос около 1838 година.